# Ахмад Назиф
Ахмад Назиф ({{lang|ar|‏أحمد نظيف) е египетски политик и бивш министър-председател на Египет.

## Биография
Ахмад Назиф завършва в мъжката гимназия Ел Насър в Александрия, Египет, випуск 1969. Притежава докторска степен по компютърно инженерство, завършил в университета в Монреал, (Канада). Ахмед Назиф живее с жена си и двете си деца в предградие на Кайро.
От 14 юли 2004 година Назиф е министър-председател, което го прави най-младия министър-председател на Египет от създаването на рапубликата. На 28 януари 2011 година под натиска на няколкодневни протести Назиф подава оставка като министър-председател. Египетския президент Хосни Мубарак назначава Ахмад Шафик за негов приемственик.